# Ö
Ö bruges i de indoeuropæiske sprog islandsk og svensk samt de finsk-ugriske sprog finsk, estisk og ungarsk, hvor det udtales som nuværende dansk og norsk ø.
På andre sprog:

## Engelsk
Brugtes især tidligere  som o med trema for at vise, at to vokaler udtales adskilt:
- zoölogical garden > "zo-o", i modsætning til forkortelsen zoo > "zu" ("zoologisk have")
- coöperate

Trema bruges dog stadig, for eksempel i The New Yorkers ortografi.

## Nederlandsk
Bruges som o med trema for at markere adskilte vokallyde; men kan også betegne omlyd (altså som tysk ö).[kilde mangler]

## Tyrkisk
På tyrkisk udtales det som dansk ø.

## Tysk
Benævnes "O-Umlaut" (o-omlyd) og udtales som et dansk ø, og er ikke et selvstændigt bogstav, men en omlyd til o, hvorunder det alfabetiseres.

## Ungarsk
Udtales som ø. (Den lange version af denne vokal skrives Ő.)